# Kraków Nowa Huta Północ
Kraków Nowa Huta Północ – dawny przystanek osobowy, obecnie przystanek służbowy w Krakowie, w województwie małopolskim, w Polsce.
Do roku 1999 na przystanku zatrzymywały się również pociągi pasażerskie.